# タト・グリガラシビリ
タト・グリガラシビリ（ტატო გრიგალაშვილი、Tato Grigalashvili　1999年12月1日- ）は、ジョージア出身の柔道選手。階級は81kg級。

## 経歴
2015年のヨーロッパカデ団体戦で優勝した。2017年のヨーロッパジュニア73kg級で3位になると、世界ジュニアでも準決勝でアゼルバイジャンのヒダヤト・ヘイダロフに敗れて3位だった。2018年には階級を81kg級に上げると、グランプリ・アンタルヤで3位、ヨーロッパジュニアで2位となるが、世界ジュニアでは7位にとどまった。2019年にはグランドスラム・バクーとユニバーシアードで3位だったが、グランプリ・ブダペストでIJFワールド柔道ツアー初優勝を飾った。ヨーロッパジュニアで優勝するも、世界ジュニアでは3位だった。2020年のグランドスラム・デュッセルドルフでは初戦で元世界チャンピオンの永瀬貴規、決勝でリオデジャネイロオリンピック金メダリストのハサン・ハルムルザエフをそれぞれ技ありで破って優勝した。U23ヨーロッパ選手権とヨーロッパ選手権でも優勝した。2021年にはワールドマスターズで優勝した。世界選手権では決勝でベルギーのマティアス・カスに移腰で敗れて2位にとどまった。続いて7月に日本武道館で開催された東京オリンピックでは準々決勝でモンゴルのサイード・モラエイに合技で逆転負けすると、その後の3位決定戦でもカスに隅落で敗れて5位に終わった。U23ヨーロッパ選手権では2連覇を果たした。2022年のヨーロッパ選手権では決勝でカスに反則勝ちして優勝した。世界選手権では準々決勝でオリンピックチャンピオンとなった永瀬に反則勝ちするなどして決勝まで進むと、昨年に続いてカスとの対戦となり、技ありで勝利して世界選手権初優勝を飾った。ワールドマスターズでは決勝でモラエイを技ありで破って優勝した。2023年の世界選手権では決勝で3年連続でカスとの対戦となり、技ありで破って世界選手権2連覇を成し遂げた。ヨーロッパ選手権では決勝でトルコのヴェダト・アルバイラクに技ありで敗れて2位だった。2024年のヨーロッパ選手権では優勝した。世界選手権では決勝で中立選手(AIN)名義で出場したロシアのティムル・アルブゾフを技ありで破って、世界選手権3連覇を達成した。続くパリオリンピックでは優勝候補として挑むも、決勝で永瀬に小外刈で敗れて銀メダルにとどまった。その後階級を90㎏級に上げると、2025年のグランプリ・リンツで2位となった。その後すぐに階級を81㎏級に戻すと、ヨーロッパ選手権では決勝でアルブゾフに技ありで敗れて2位だった。世界選手権では準々決勝でカスに反則勝ちすると、決勝ではIJF名義で出場したアルブゾフと2年連続の対戦となるも隅落で敗れて2位にとどまり、世界選手権4連覇はならなかった。
IJF世界ランキングは6667ポイント獲得で2位(25/6/2現在)。

## 主な戦績
73kg級での戦績
- 2015年 - ヨーロッパカデ　団体戦　優勝
- 2017年 - ヨーロッパジュニア　個人戦　3位　団体戦　2位
- 2017年 - 世界ジュニア　3位

81kg級での戦績
- 2018年 - グランプリ・アンタルヤ　3位
- 2018年 - ヨーロッパジュニア　2位
- 2018年 - 世界ジュニア　7位
- 2019年 - グランプリ・トビリシ　3位
- 2019年 - グランドスラム・バクー　3位
- 2019年 - ユニバーシアード　3位
- 2019年 - グランプリ・ブダペスト　優勝
- 2019年 - グランプリ・ザグレブ　3位
- 2019年 - ヨーロッパジュニア　優勝
- 2019年 - 世界ジュニア　3位
- 2020年 - グランドスラム・デュッセルドルフ　優勝
- 2020年 - U23ヨーロッパ選手権　優勝
- 2020年 - ヨーロッパ選手権　優勝
- 2021年 -　ワールドマスターズ　優勝
- 2021年 -　グランドスラム・トビリシ　3位
- 2021年 -　世界選手権　2位
- 2021年 -　東京オリンピック　5位
- 2021年 -　グランプリ・ザグレブ　優勝
- 2021年 -　グランドスラム・パリ 2位
- 2021年 - U23ヨーロッパ選手権　優勝
- 2022年 -　グランドスラム・パリ　2位
- 2022年 -　ヨーロッパ選手権　優勝
- 2022年 -　グランドスラム・トビリシ　2位
- 2022年 -　グランプリ・ザグレブ 3位
- 2022年 -　世界選手権　優勝
- 2022年 -　ワールドマスターズ 優勝
- 2023年 -　グランドスラム・パリ　優勝
- 2023年 -　世界選手権　優勝
- 2023年 -　ワールドマスターズ　3位
- 2023年 -　ヨーロッパ選手権　2位
- 2024年 -　ヨーロッパ選手権 優勝
- 2024年 - 世界選手権　優勝
- 2024年 - パリオリンピック　2位

90kg級での戦績
- 2025年 -　ヨーロッパオープン・ワルシャワ　優勝
- 2025年 - グランプリ・リンツ　2位

81kg級での戦績
- 2025年 - ヨーロッパ選手権　2位
- 2025年 - 世界選手権　2位

(出典、JudoInside.com)